# دائرة الرماني
دائرة الرماني هي إحدى دوائر إقليم الخميسات، التابع لجهة الرباط سلا القنيطرة، المملكة المغربية. تضم الدائرة 7 جماعات قروية، وهي عين السبيت وبراشوة وإزحيليكة وجمعة مول البلاد والغوالم ومرشوش ومولاي إدريس أغبال. وبلغ عدد سكان الدائرة 73111 فرداً سنة 2014 حسب الإحصاء الرسمي للسكان والسكنى. يتبع للدائرة 23 مشيخة و111 دوار.

## التقسيمات الإداريّة
تعتبر دائرة الرماني إحدى الدوائر المشكّلة لإقليم الخميسات، وهو التقسيم الإداري من المستوى الرابع المعتمد في المغرب. ينقسم إقليم الخميسات إلى 32 جماعات قروية تختلف من حيث السكان والمساحة، والتي بدورها تنقسم إلى مشيخات تضم عدداً من الدواوير.